# Пекарщинська сільська рада
Пекарщинська сільська рада (до 1925 та у 1926—77 роках — Мокренщинська сільська рада) — колишня адміністративно-територіальна одиниця та орган місцевого самоврядування у Черняхівському районі Волинської округи, Київської й Житомирської областей Української РСР та України з адміністративним центром у с. Пекарщина.

## Населені пункти
Сільській раді були підпорядковані населені пункти:
- с. Пекарщина
- с. Мокренщина

## Населення
Кількість населення ради станом на 1923 рік становила 2 024 особи, кількість дворів — 441.
Відповідно до результатів перепису населення СРСР, кількість населення ради, станом на 12 січня 1989 року, становила 540 осіб.
Станом на 5 грудня 2001 року, відповідно до перепису населення України, кількість мешканців сільської ради становила 504 особи.

## Склад ради
Рада складалась з 12 депутатів та голови.

### Керівний склад сільської ради
| ПІБ                        | Основні відомості                                                               | Дата обрання | Дата звільнення |
| -------------------------- | ------------------------------------------------------------------------------- | ------------ | --------------- |
| Мостова Наталія Вікторівна | Сільський голова, 1966 року народження, освіта, позапартійна                    | 26.03.2006   | 31.10.2010      |
| Мостова Наталія Вікторівна | Сільський голова, 1966 року народження, освіта середня спеціальна, позапартійна | 31.10.2010   |                 |

Примітка: таблиця складена за даними джерела

## Історія
Створена 1923 року як Мокренщинська сільська рада, в складі сіл Мокренщина, Пекарщина та колонії Пекарщина Черняхівської волості Житомирського повіту Волинської губернії. 7 березня 1923 року включена до складу новоствореного Черняхівського району Житомирської (згодом — Волинська) округи. 21 лютого 1925 року, відповідно до рішення Волинської ГАТК (протокол № 13/1), кол. Пекарщина передано до складу новоутвореної Андріївської німецької національної сільської ради Черняхівського району. З 21 листопада 1925 року до 15 червня 1926 року — Пекарщинська сільська рада, з центром у с. Пекарщина.
Станом на 1 вересня 1946 року Мокренщинська сільська рада входила до складу Черняхівського району Житомирської області, на обліку в раді перебували села Мокренщина та Пекарщина.
2 вересня 1954 року, відповідно до рішення Житомирського облвиконкому № 1087 «Про перечислення населених пунктів в межах районів Житомирської області», підпорядковано х. Пекарщина Андрієво-Української сільської ради Черняхівського району. Станом на 1 березня 1961 року х. Пекарщина не значився на обліку населених пунктів.
На 1 січня 1972 року Мокренщинська сільська рада входила до складу Черняхівського району Житомирської області, на обліку в раді перебували села Мокренщина та Пекарщина.
26 листопада 1977 року, відповідно до рішення Житомирського облвиконкому № 499 «Про перенесення центрів та перейменування деяких сільрад районів області», адміністративний центр ради перенесено до с. Пекарщина з перейменуванням ради на Пекарщинську.
Виключена з облікових даних 17 липня 2020 року. Територію та населені пункти ради, відповідно до розпорядження Кабінету Міністрів України № 711-р від 12 червня 2020 року «Про визначення адміністративних центрів та затвердження територій територіальних громад Житомирської області», включено до складу Черняхівської селищної територіальної громади Житомирського району Житомирської області.